# Hjulsta koloniträdgård

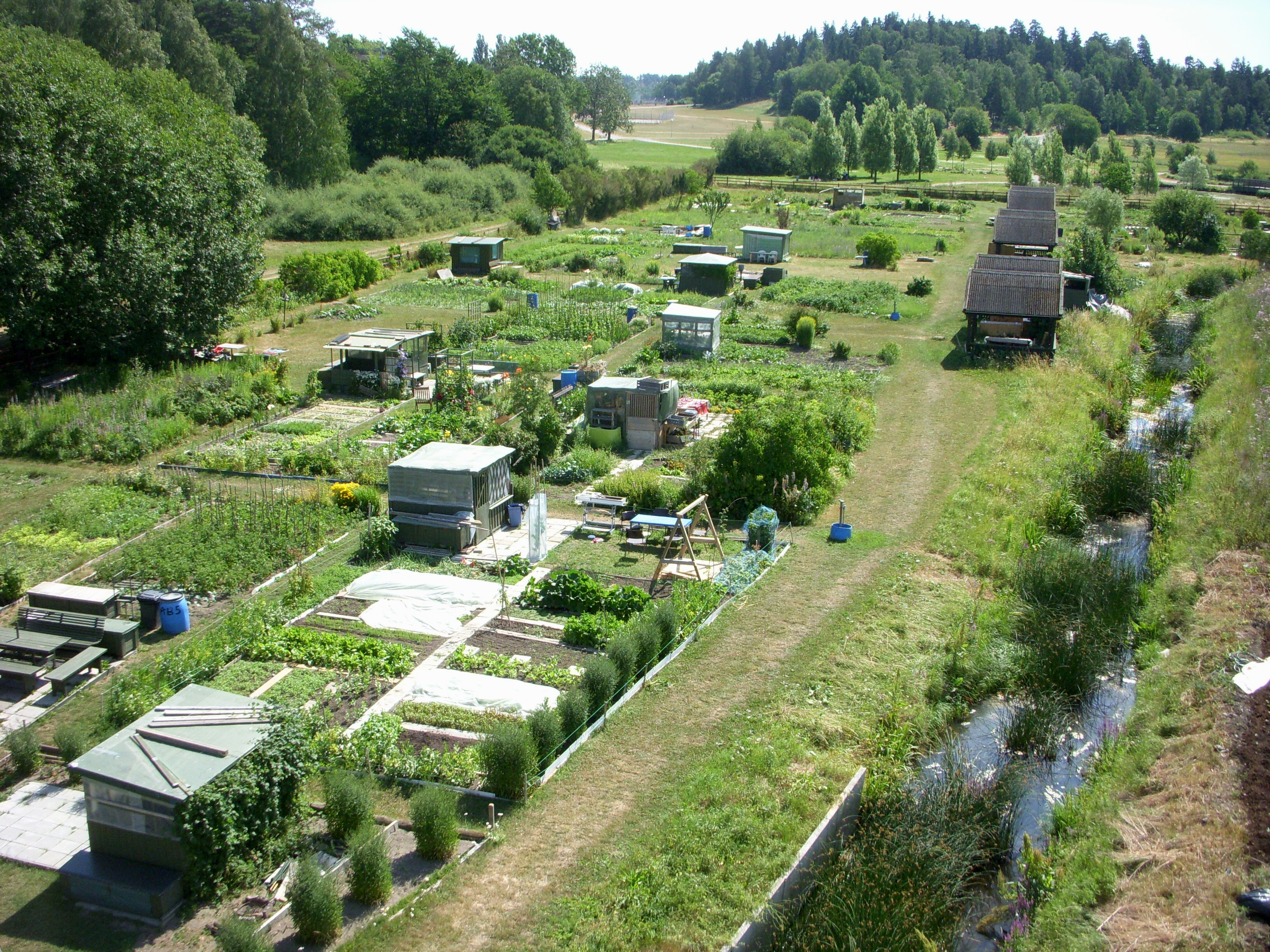
Hjulsta koloniträdgård i juli 2010

Hjulsta koloniträdgård är en koloniträdgård i Hjulsta i norra Stockholm med läge mellan Hjulsta och Lunda. Föreningen bildades 1973 och representerar idag ett exempel för mångkulturella odlingsområden.

## Historik
Hjulsta koloniområde började anläggas i en dalgång längs Spångaån väster om Hjulsta, som ursprungligen hörde till Hjulsta gård och gården Stora Tensta. Norr om området uppfördes flera miljonprogramsbyggen i norra Stockholm, men själva dalgången sparades. Vid starten 1973 erbjöd området 242 odlingslotter idag (2025) finns ca 120 lotter om cirka 150 m² vardera. Kommunen satte upp ett antal regnskydd, några fler byggnader är i dagsläget inte tillåtna.

## Mångkulturell odling
En intressant detalj med Hjulsta koloniträdgård är den mångkulturella blandningen av odlare. Enligt en undersökning som genomfördes i början av 1990-talet innehades 25 % av lotterna av svenska medborgare, 25 % kom från Finland, 25 % kom från Turkiet, Libanon och Syrien, och resten hade sitt ursprung i bland annat Sydamerika och Östeuropa. I Hjulsta trädgårdsföreningens styrelse sitter dock huvudsakligen personer med svenskt ursprung.
Den mångkulturella bakgrunden syns tydligt i lotternas växtval. Medan prydnadsväxter dominerar  de svenskägda lotter, finns huvudsakligen nyttoväxter på lotter som innehas av utomeuropéer.  Det kan exempelvis vara vitlök eller potatis som odlas, men inte svensk potatis utan en sort från Peru som en odlare från Peru har på sin odlingslott och som han själv importerat. 
Även hur lotten gestaltas skiljer sig åt. Många odlare från Mellanöstern delar upp sina lotter i rektangulära odlingssängar.  Anordningen kritiserades inledningsvis av svenska odlare som kallade dessa arrangemang för gravar, bara korset fattas. Svenska odlare förvånade sig även över den eleganta klädseln som odlare från exempelvis Irak bär på lotten.  Trots en del stridigheter mellan svenska och invandrade odlare som förekom i början, accepteras numera ordet "mångkulturell" och föreningen firade 20-årsjubileum som  "En mångkulturell odlarförening".

## Bilder

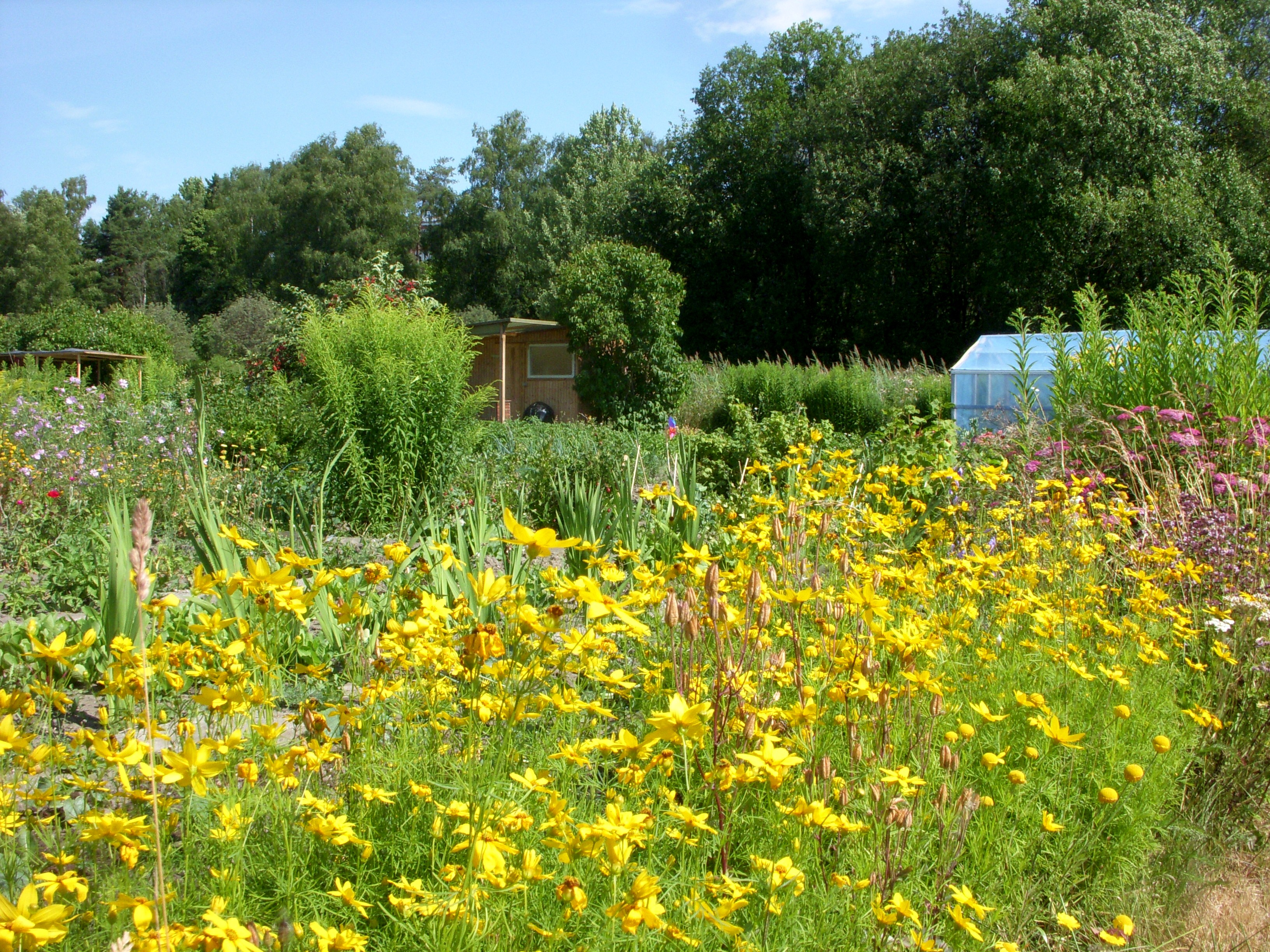
En lott med prydnadsväxter
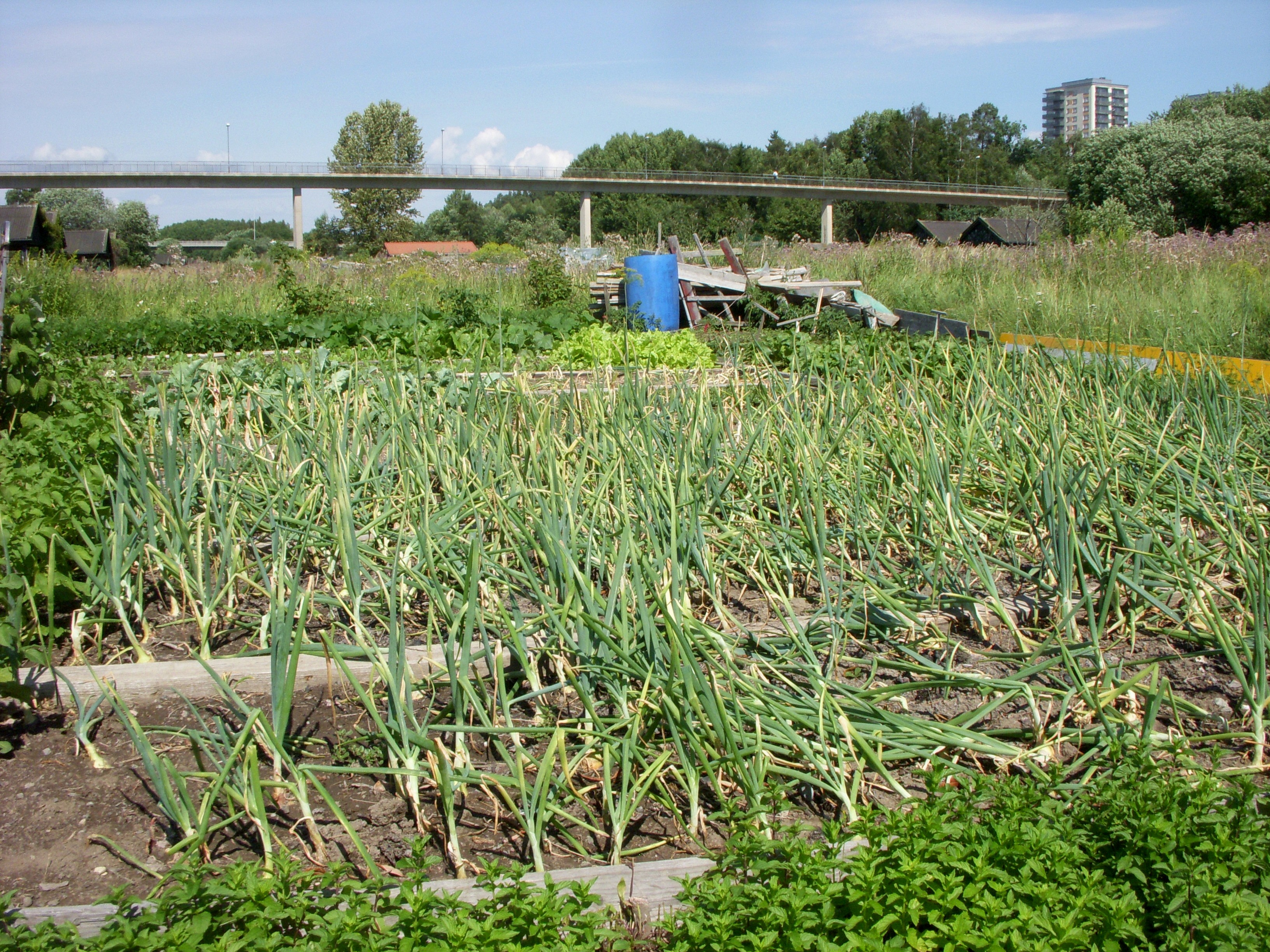
En lott med nyttoväxter
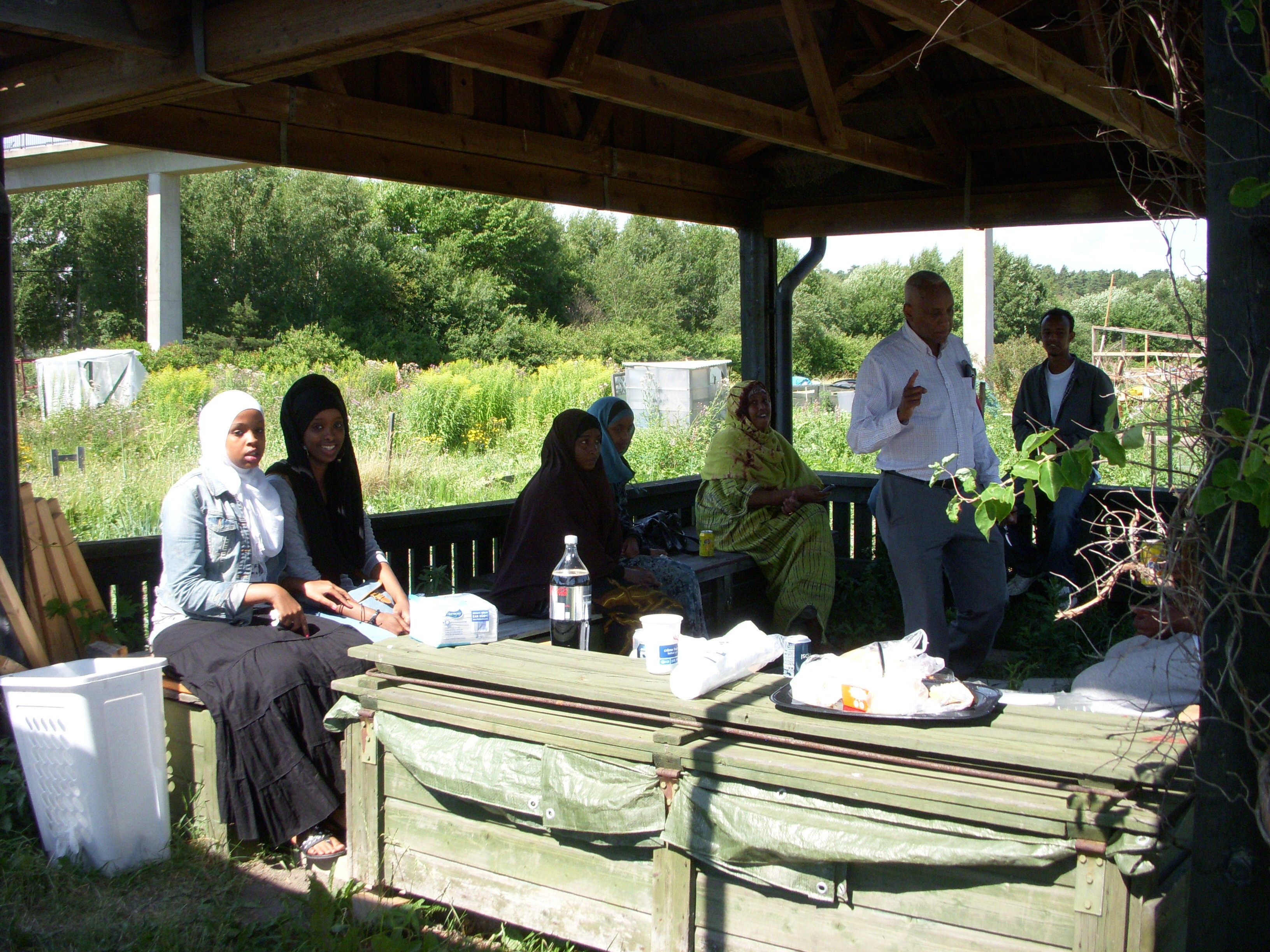
En familj har picknick
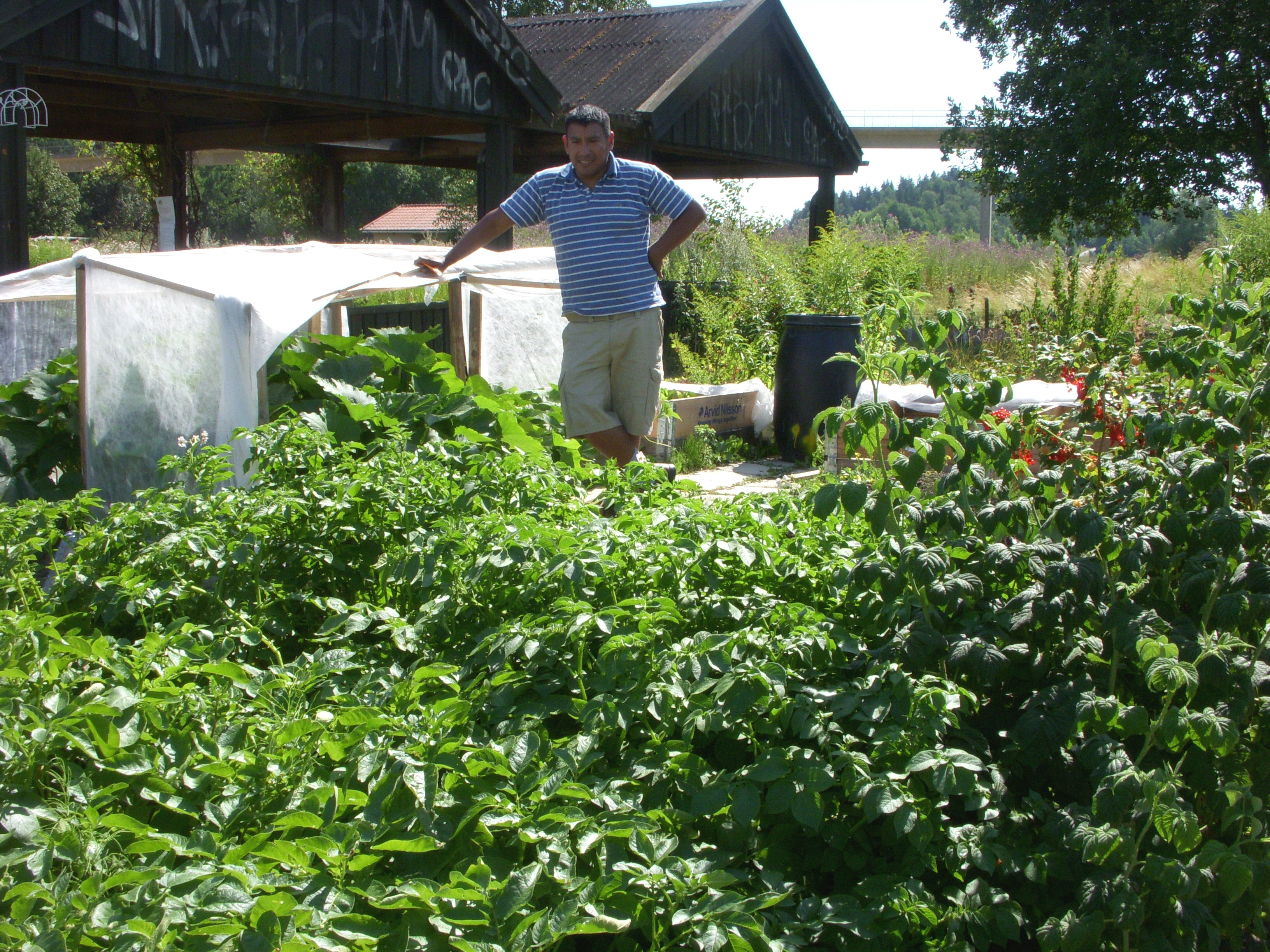
Potatis och dess ägare